# 萨尔韦
萨尔韦（義大利語：Salve），是意大利莱切省的一个市镇。总面积32平方公里，人口4699人，人口密度146.8人/平方公里（2009年）。ISTAT代码为075066。